# 悉尼·休梅克
悉尼·休梅克（英語：Sydney Shoemaker，1931年9月29日—2022年9月3日），美国哲學家，康奈尔大学哲学荣誉教授。主要从事心灵哲学和形上學研究。

## 生平
早年毕业于里德学院，获文学学士学位。曾作为富布赖特学者，在爱丁堡大学学习进修。1958年毕业于康奈尔大学，获得哲學博士学位，师从诺曼·马尔科姆。1957年至1960年，在俄亥俄州立大学任教。1961年回到母校康奈尔大学哲学系任教。1970年晋升教授。1978年任康奈尔大学苏珊·林哲学教授。1993年至1994年，担任美国哲学学会东部分会主席。1996年当选美国文理科学院院士。
1971年，在牛津大学开设“心灵与行为”的约翰·洛克讲座。1993年，在布朗大学开设关于“自我知识和内感觉”的罗伊斯讲座。
2022年9月3日逝世。

## 出版物
- 《自我知识和自我认同》（Self-Knowledge and Self-Identity，1963年）
- 《人格同一性》（Personal Identity，合著，1984年）
- 《认同，原因和心灵：哲学论文集》（Identity, Cause and Mind: Philosophical Essays，1984年）
- 《第一人称视角及其他论文》（The First-Person Perspective, and other Essays，1996年）
- 《物理实现》（Physical Realization，2007年）

## 中文译本
- 悉尼·休梅克. . 由王佳/管清风翻译. 北京: 商务印书馆. 2015. ISBN 9787100113663.